# Gościniec (czasopismo)
Gościniec – czasopismo (z założenia miesięcznik) turystyczno-krajoznawcze, ukazujące się w Polsce w latach 1963–1991. 
Początkowo wydawane jako wydawnictwo regionalne przez środowisko przewodników turystycznych w Warszawie (od października 1965 r. jako wydawnictwo ogólnopolskie), zaś od 1969 r. wydawane jako wydawnictwo ogólnopolskie przez zarząd Główny PTTK.
Początkowo wydawany był jako Biuletyn Informacyjno-Szkoleniowy Koła Przewodników Warszawskich w technice powielaczowej. Oprócz artykułów o charakterze szkoleniowym w biuletynie planowano zamieszczać „...komunikaty, wykazy rocznic przypadających w następnym miesiącu, uwagi pokontrolne, wycinki z prasy dotyczące spraw przewodnickich, pytania i odpowiedzi, artykuły dyskusyjne i listy”. Autorzy artykułów i redaktorzy biuletynu nie pobierali honorariów. Pierwszy numer ukazał się we wrześniu 1963 r. Przewodniczącym kolegium redakcyjnego został Ryszard Rączkowski. Od nr. 14 (październik 1964) przewodniczącym kolegium redakcyjnego był Mieczysław Komar. Od tego też numeru pojawiły się opracowana graficznie strona tytułowa z kolumną Zygmunta i ryciny w tekście, a technika wydawania zmieniła się z woskowej na kserograficzną. Biuletyn miał 200 egz. nakładu.
Od października 1965 r. czasopismo ukazywało się jako ogólnopolski miesięcznik pt. „Gościniec” o objętości 16 stron, w nakładzie 1000 egz. Od początku miało służyć integracji przewodników turystycznych, zrzeszonych w kołach przewodników miejskich, terenowych i górskich. Poświęcone było sprawom metodyki, wymianie doświadczeń, zagadnieniom organizacyjnym przewodnictwa oraz modelowaniu statusu przewodnika turystycznego. Czasopismo wydawało cały czas Warszawskie Koło Przewodników Miejskich. Redakcja mieściła się w Warszawie przy ul. Świętokrzyskiej 32, a kolegium Redakcyjnemu przewodniczył Marek Borchert. Dystrybucja odbywała się dalej wyłącznie drogą prenumeraty (w 1969 r. koszt prenumeraty rocznej wynosił 24,- zł). W związku z ogólnopolskim zasięgiem czasopisma powstał w nim dział „Gościniec warszawski” (4 strony), opracowywany przy udziale przewodników warszawskich. Od nr. 7/8 /1968 redaktorem naczelnym była Krystyna Giejsztowt.
W lipcu 1969 r. wydawanie „Gościńca” z podtytułem „Ogólnopolskie Pismo Przewodników Turystycznych” (od 1970 r. z podtytułem „Ogólnopolskie Pismo Przewodników i Pilotów Turystycznych”) przejęła Komisja Przewodnicka Zarządu Głównego PTTK. Redaktorem naczelnym został Zbigniew Polakowski, a w skład zespołu redakcyjnego weszli: Marek Borchert, Piotr Rafalski, Tadeusz Stefański, Elżbieta Witkun, Lucyna Żwan i Jolanta Boniewicz (kier. sekretariatu). Początkowo numery miały jedynie po 12 stron (później 16), nastąpiła natomiast poprawa szaty graficznej, przewidziano fundusze na honoraria redakcyjne i autorskie, a nakład planowano zwiększać systematycznie do 5 tys. egz. Druk wykonywały Prasowe Zakłady Graficzne RSW „Prasa” w Warszawie. Cena 1 egz. wynosiła 5,- zł (prenumerata roczna 60,- zł).
Zgodnie z uchwałą Prezydium ZG PTTK z 12 stycznia 1972 r. „Gościniec” stał się głównym czasopismem całego Towarzystwa. W tym samym roku, poczynając od nr. 34-35 (kwiecień-maj 1972) dodany został nowy podtytuł – „Turystyczne pismo problemowe”. Tematyka objęła szerokie pole różnych dziedzin turystyki oraz krajoznawstwa. Czasopismo włączało się w dyskusję o problemach turystycznego zagospodarowania kraju, publikowało też przekrojowe teksty z zakresu historii sztuki, architektury, ochrony zabytków, etnografii, ochrony przyrody itp. W roku 1973, w którym obchodzono 100-lecie Towarzystwa Tatrzańskiego, pismo poświęciło szczególnie dużo miejsca historii polskiej turystyki górskiej i postaciom jej pionierów.
Od nr. 36 (czerwiec 1972) powiększono objętość pisma do 32 stron (łącznie z okładką) i zaczął w nim się pojawiać spis treści, zaś nr 41 (listopad 1972) otrzymał barwną pierwszą stronę okładki. Z czasem barwne ilustracje zaczęły się pojawiać i wewnątrz numerów, co – jak podkreślali recenzenci – wpłynęło na podniesienie walorów pisma i umożliwiło wykorzystanie atrakcyjniejszych materiałów. Czasopismo wprowadzono do powszechnej dystrybucji w sieci kiosków „Ruch”-u. Cena egzemplarza wynosiła 5,- zł (numerów łączonych – z reguły 10,- zł).
W 1975 roku redaktorem naczelnym został Tadeusz Rycerski, doświadczony i aktywny turysta-krajoznawca. „Gościniec” początkowo rozwijał się, a numer z października-listopada 1977 r. – setny w historii – stał się okazją do podsumowania dorobku i rozważań o przyszłości. Ta jednak nie okazała się być świetlaną. Już pod koniec lat 70. pismo dosięgnęła stagnacja, co objawiało się m.in. niską jakością druku i łączeniem numerów. Od stycznia 1981 r. zmieniona została (poza red. naczelnym) cała redakcja. Pracowali w niej m.in. Lidia Olszewska (sekretarz redakcji), Iwona Czarnecka (opracowanie graficzno-techniczne) i Bogdan Mościcki. Stale współpracowali: Waldemar Burkacki, Tomasz Chludziński, Adam Chowański, Elżbieta Kotarska, Tomasz Kowalik, Józef Nyka, a także Stanisław Kryciński, Jerzy W. Gajewski i Jan Bazyl Lipszyc. „Gościniec” otrzymał podtytuł „Miesięcznik turystów i krajoznawców”. Wprowadzono cykle, m.in. „Gościńcem po kraju", „Miscellanea krajoznawstwa”, „Ścieżki nie wydeptane”, „Sztafeta miesiąca”, „Plecak pełen pomysłów”, „Polska mało znana", „Sztuka spod strzechy”, „Ludzie turystyki i krajoznawstwa”, „Oczami przewodnika”, „Znakowane szlaki nizinne Polski”.
W stanie wojennym, od grudnia 1981 r. do maja 1982 r. miesięcznik nie ukazywał się. Po wznowieniu (Rok XIV, nr 1 (151), czerwiec 1982) kontynuował swoją misję wśród turystów. Redaktorem naczelnym pozostał Tadeusz Rycerski, sekretarzem redakcji Lidia Olszewska, za opracowanie graficzno-techniczne odpowiadała Iwona Czarnecka. Skład redakcji uzupełnił Bogdan Mościcki, a nieco później dołączyli Krzysztof Pruski, Teresa Kłosiewicz, a na końcu Grażyna Czarnecka (sekretariat). Formalnym wydawcą było Wydawnictwo PTTK „Kraj”. Druk wykonywała Robotnicza Spółdzielnia Wydawnicza „Prasa-Książka-Ruch”. Cena jednego egzemplarza w 1983 r. wynosiła 25,- zł, a w 1983 r. 35,- zł.
Kres wydawnictwu przyniósł okres zmian ustrojowych po 1989 r. Czasopismo przestało ukazywać się w 1991 r. ze względu na spadające czytelnictwo, fatalną dystrybucję przez ówczesny „Ruch”, a co za tym idzie – niewydolność finansową wydawcy. Ostatnim wydanym numerem był numer 260 z lipca 1991 r. Jego cena (przy objętości 24 stron + okładki) wynosiła już wówczas 5600,- zł.